# Mieczysław Potocki (magnat)
Mieczysław Potocki herbu Pilawa (ur. 12 listopada 1799 w Tulczynie, zm. 26 listopada 1878 w Paryżu) – hrabia, magnat, awanturnik, właściciel dóbr w Tulczynie, od przejęcia spadku po ojcu prawdopodobnie najbogatszy Polak poł. XIX wieku.
Syn Stanisława Szczęsnego i Zofii Potockiej. Wychowany i wykształcony w domu. Według niektórych był ukochanym synem Zofii, inni twierdzą, że był przez nią odrzucony. Żył w niezgodzie z rodzeństwem. W trakcie konfliktu wywołanego w 1820 r. przez Mieczysława zajęciem Tulczyna, przeznaczonego jego bratu - Aleksandrowi, matka wyznała, że jest on synem gwałciciela Caracolli, który napadł na nią w czasie podróży poślubnej w okolicy Wenecji. Nie ma na to żadnych innych źródeł czy przesłanek, poza odmiennym od innych dzieci Szczęsnego południowym typem urody oraz, równie nietypowym w rodzinie, gwałtownym charakterem. Mieczysław wyrzucił matkę z domu, a sprawa oparła się o dwór w Petersburgu. Początkowo car skazał Mieczysława na zesłanie na Syberię, werdykt został jednak pod wpływem przyjaciół Mieczysława anulowany. Być może znaczenie miała popularność Potockiego w kręgach szlachty podolskiej. W efekcie został wcielony do rosyjskiej gwardii imperialnej na skutek działań matki, otrzymał stopień kamerjunkra dworu. Opuścił jednak służbę i uciekł do Tulczyna, za co nie poniósł konsekwencji. Podobnie, gdy w roku 1822 odmówił w Tulczynie gościny carowi Aleksandrowi I.
Ożenił się w 1825 roku w Kuryłowicach z Delfiną Komar, ślub w obrządku katolickim odbył się 7 listopada w Wierzbowcu. Ze związku tego narodziły się dwie córki, które zmarły w dzieciństwie. Mieczysław znęcał się nad żoną, nie mogąc doczekać się legalnego dziedzica. Na wieść o powstaniu listopadowym Delfina, przebywająca wówczas u rodziców, uciekła z rodziną do Francji, porzucając męża. Związek w zasadzie rozpadł się. Mieczysław do końca życia Delfiny wypłacał jej rentę w wysokości 100 tysięcy franków rocznie.
W roku 1828, gdy wybuchła wojna rosyjsko-turecka, Mikołaj I udał się na Ukrainę do Odessy. Podczas przedstawienia w teatrze obecny tam Mieczysław uwiódł baronową Meller-Zakomelską, podobno kandydatkę na metresę cara. Kochankowie wyjechali do Tulczyna, a rozwścieczony cesarz wysłał pogoń, a następnie nakazał zamknąć baronową w panieńskim monasterze w Chersoniu, a Mieczysława zesłać do Woroneża, gdzie Potocki podjął decyzję o emigracji do Francji. Po przekupieniu archimandryty i przyrzeczeniu sprzedaży Tulczyna cesarstwu, uzyskał paszport zagraniczny. Jednakże Tulczyn nie został wówczas sprzedany ze względu na brak zgody cara na wypłatę oferowanej kwoty w kruszcu, tylko w asygnatach, które szybko traciły na wartości.
Wyjechał do Francji w 1829 r., gdzie nawiązał stosunki z miejscowymi bankierami i przeniósł znaczną część majątku. W czasie powstania przebywał we Francji, nie podejmował jednak żadnych działań propowstańczych. Został zmuszony do powrotu do Rosji groźbą konfiskaty majątku. Mieczysław starał się o pozwolenie na wyjazd i przeniesienie majątku do Francji. Chorobliwie skąpy, popadał w liczne konflikty.
W roku 1843 sąd konsystorski w Kamieńcu unieważnił małżeństwo Mieczysława z Delfiną. Ożenił się ponownie z Emilią Świejkowską w 1844 w Kijowie, prawdopodobnie przymuszony przez generała gubernatora wojennego Kijowa, którego Emilia była kochanką. Mieczysław obiecał Emilii równowartość miliona złotych za urodzenie syna. 28 lutego 1845 w Tulczynie urodził się legalny dziedzic Mieczysława - Mikołaj Szczęsny. Po narodzinach syna w domu Potockich wybuchały częste konflikty, których przedmiotem było zdrowie Mikołaja, o które Mieczysław dbał w sposób obsesyjny i w efekcie szkodliwy dla syna. W konsekwencji pobicia Emilii, jej siostry i matki oraz syna, nastąpił faktyczny rozpad małżeństwa. Emilia zażądała rozwodu, odszkodowania oraz ukarania męża. W tym czasie w Kijowie kwaterował Mikołaj I, wobec którego Mieczysław uchybił etykiecie, nie kłaniając się carowi. Powyższy fakt i skargi na Mieczysława składane przez okolicznych mieszkańców za liczne nieuczciwości (typowe miało być np. inkasowanie zaliczki od dzierżawcy, po czym anulowanie dzierżawy) doprowadziły do bezterminowego zesłania Mieczysława do Saratowa nad Wołgą i wypłaty Emilii odszkodowania w wysokości 180 tysięcy rubli. Warunkiem skrócenia kary było przyjęcie prawosławia oraz zadośćuczynienie wszystkim poszkodowanym. By móc przejść na prawosławie, Potocki musiał nauczyć się dogmatów katolickich, których nie znał, a następnie prawosławnych, przyjąć imię Michaił oraz ochrzcić syna Mikołaja w obrządku prawosławnym. Pomimo że Mieczysław warunki powyższe spełnił, zesłanie nie zostało skrócone.
W roku 1846 na zesłaniu zmarła na cholerę nieślubna córka Potockiego, a parę dni później próbował on uciec z Saratowa. Ucieczka nie powiodła się, a Mieczysław został przeniesiony do Woroneża w 1851 r., gdzie spędził kolejne 5 lat, a po kolejnej próbie ucieczki przewieziono go do Wiatki, skąd także próbował uciekać. Uwięziono go wówczas w twierdzy Szlisselburg, z której według części źródeł uciekł w 1858 lub 1859 r. - dzięki przekupieniu komendanta i podróży morskiej do Prus lub Danii. Stamtąd dotarł do Paryża, gdzie zamieszkał na stałe, skutecznie pomnażając majątek inwestycjami w akcje francuskich spółek i depozyty bankowe. Według tradycji ustnej w ucieczce bardzo pomógł mu ukochany, nastoletni wówczas, nieślubny syn Grzegorz (Grisza), który towarzyszył mu w zesłaniu i wszystkich próbach ucieczki. Grzegorz zmarł jednak w 1871 roku, rozbrajając niewybuch znaleziony w Paryżu po wydarzeniach Komuny Paryskiej. Całość fortuny odziedziczył zatem nielubiany przez ojca młodszy, ale ślubny syn - Mikołaj.
W latach czterdziestych na majątku w Tulczynie ustanowiono zarząd powierniczy sprawowany początkowo przez wyznaczonych krewnych Potockiego, którzy szybko przekazali go zawodowemu zarządcy. Po kilku latach został on skłoniony przez państwowego nadzorcę, gen. Abazę do zrzeczenia się tej funkcji, którą wkrótce objął sam Abaza. Resztę majątku na Ukrainie ostatecznie zlikwidował dopiero Mikołaj, samą rezydencję ze sporą częścią ziem sprzedając swemu rosyjskiemu kuzynowi Sergiuszowi Stroganowowi.